# Luca Stefani
Luca Stefani (Asiago, 22 de febrero de 1987) es un deportista italiano que compitió en patinaje de velocidad sobre hielo.
Ganó una medalla de plata en el Campeonato Mundial de Patinaje de Velocidad sobre Hielo en Distancia Individual de 2008, en la prueba de persecución por equipos. Participó en los Juegos Olímpicos de Vancouver 2010, ocupando el sexto lugar en la misma prueba.

## Palmarés internacional
| Campeonato Mundial en Distancia Individual | Campeonato Mundial en Distancia Individual | Campeonato Mundial en Distancia Individual | Campeonato Mundial en Distancia Individual |
| Año                                        | Lugar                                      | Medalla                                    | Prueba                                     |
| ------------------------------------------ | ------------------------------------------ | ------------------------------------------ | ------------------------------------------ |
| 2008                                       | Nagano (Japón)                             | Medalla de plata                           | Persecución por equipos                    |